# Nyíri Tibor
Nyíri Tibor névvariáns: Nyiri, 1954-ig Grünfeld (Újfehértó, 1906. december 16. – Budapest, 1977. december 30.) magyar író, forgatókönyvíró, színpadi szerző.

## Életpálya
Grünfeld Jakab rőfös kereskedő és Fisch Eszter gyermekeként született. A négy polgári elvégzése után márványcsiszoló, kocsis, bádogosinas, színész, majd kellékes volt. Első novellája a debreceni Hétfői Újságban jelent meg 1922-ben. Írásai jelentek meg a Pesti Napló, a Pesti Hírlap, a Pester Lloyd, a Nyugat és a Népszava hasábjain. 1934 szeptemberében a Hajsza című tragikomédiáját a Belvárosi Színház mutatta be. A második világháború alatt munkaszolgálatos volt. 1945 után a Dolgozók Világlapja A becsület mezején, a Szabad Szó és a Húsosfazék című regényét közölte folytatásokban. Társszerzője volt a Díszmagyar című filmnek. 1956. szeptember 21-én a debreceni Csokonai Színház mutatta be a Húsosfazék című drámáját.
Első felesége Spitz Júlia volt, akitől elvált. Második házastársa Vértes Klára volt.
Gyermekei: Nyíri János, Nyíri András és Nyíri Klára.
A Farkasréti temetőben nyugszik.

## Fontosabb művei
- Ez is előfordulhat (kisregény, Budapest 1948)
- A zsák és a foltjai (szatíra, Budapest, 1952)
- Karácsony Charlestonban (szatíra, Budapest, 1955)
- Skandal in Miami (regény, Lipcse, 1955)
- Nyitva a kiskapu (filmforgatókönyv, Budapest, 1958)
- Menyasszonytánc (színmű 3 felvonásban, Budapest, 1959)[9]

## Publikációi
Az alábbi lapokban, kiadványokban jelentek meg írásai:
- A Pest Megyei Hírlap Vasárnapja
- Népszava
- Nyugat
- Pesti Napló,
- Pesti Hírlap,
- Pester Lloyd
- Petőfi Nagykalendárium
- Szabad hazánk
- Szabad-Hazánkért kiskönyvtára
- Új idők

## Bemutatott színművei
- Hajsza (Belvárosi Színház) (Budapest)
- Menyasszonytánc Állami Déryné Színház (1959. október 14.); Szigligeti Színház Szolnok (1959. december 4.); Békés Megyei Jókai Színház, Békéscsaba (1963. március 18.)
- Húsosfazék - Csokonai Színház, Debrecen (1956. szeptember 21.)
- Nyitva a kiskapu - Pest Megyei Petőfi Színpad, Budapest (1959. április 26.)
- Alacsony mennyezet -  Békés Megyei Jókai Színház, Békéscsaba (1963. május 14.)

## Rádiójátékai
- Féltékenység – (Nyíri Tibor zenés elbeszélése Hanglemezekkel /zenés rádiójáték/ 1948. április 29. Budapest II. Rádió, 21:30, műsoridő: 45 perc)
- Húsosfazék (Dramaturg: Szirmai Ottó) (1956. szeptember 20. Kossuth Rádió, 20:20, műsoridő: 50 perc)
  - A szereposztásból:

Musalay György – Pécsi Sándor • Kapu Oszkár – Csákányi László • Virgula József – Molnár Tibor • Szegi Endre - Szemethy Endre • Annus – Berek Kati • özv. Királyné – Olthy Magda • Dr. Komlós – Pethes Sándor • Tokaji Mihályné – Gobbi Hilda • Boros Károly – Kovács Károly • Mórocs János – Bihari József • Mórocsné – Peéry Piri • Lencsésné – Ladomerszky Margit • Haranghy – Siménfalvy Sándor • Palitz – Horváth Jenő • Szikszay – Juhász József • Bordosi – Bagyinszky János
- Karácsony Charlestonban (Nyíri Tibor rádiószatírája, Rendező: Molnár Mihály) (1956. március 17. Kossuth Rádió, 15:10; ismétlés: 1957. május 8, Kossuth Rádió 10:30) 
  - A szereposztásból:

Henry Smith – Apáthi Imre • Blanche – Makay Margit • Joe – Szakáts Miklós • Eve – Ilosvay Katalin • Harry Clowther – Szabó Sándor • Claire – Lukács Margit • Badenough – Csisztay Andor • Bud Brattmann – Hlatky László • Cynthia – Gáborjáni Klára • Blott – Pásztor János • Mary – Horváth Júlia • Csuklyás – Kibédi Ervin
- Családi körben – „A szél el nem fújja...” Nyíri Tibor dokumentumjátéka (Szerkesztő: Ambrus Tibor Rendező: Bozó László – 1966. április 14. Kossuth Rádió 15:00)

## Filmográfia
- Díszmagyar (1949)
- Nyitva a kiskapu (1958)

## Róla megjelent írások
- Kárpáti Aurél: Nyíri Tibor (Pesti Napló, 1932)
- Schöpflin Aladár: Nyíri Tibor (Nyugat, 1934)
- Somogyi Pál: Nyíri Tibor halálára (Élet és Irodalom, 1978. 1. sz.).
- Nyírí Tibornak, a tehetséges fiatal írónak regényes útja a nyíregyházi polgári iskolától a Nemzeti Színház premierjéig  - Szabolcsi Hírlap, 1933 november 7. (1. évfolyam, 204. szám)